# Parco nazionale di Amami Guntō
Il parco nazionale di Amami Guntō (奄美群島国立公園?, Amami Guntō Kokuritsu Kōen) è un parco nazionale nella prefettura di Kagoshima, in Giappone. Istituito nel 2017, comprende una superficie di terra di 421,81 km² nelle municipalità di Amagi, Amami, China, Isen, Kikai, Setouchi, Tatsugō, Tokunoshima, Uken, Wadomari, Yamato e Yoron, insieme a 330,82 km² delle acque circostanti. Inglobando the surrounding waters. Assorbendo l'ex parco seminazionale di Amami Guntō, la designazione del nuovo parco nazionale, insieme a quella del parco nazionale di Yanbaru, fa parte del movimento per far iscrivere l'isola di Amami-Ōshima, l'isola di Tokunoshima, la parte settentrionale dell'isola di Okinawa e l'isola di Iriomote nella lista dei patrimoni dell'umanità dell'UNESCO.